# E-55888
E-55888 es un fármaco desarrollado por los Laboratorios Esteve, que actúa como un agonista completo potente y selectivo del receptor de serotonina 5HT7, y se utiliza para investigar el papel de los receptores 5-HT7 en la percepción del dolor. Cuando se administra solo, E-55888 es antihiperalgésico pero no analgésico, pero cuando se administra junto con morfina, se descubrió que E-55888 aumenta significativamente los efectos analgésicos.